# Sabouroff-Maler

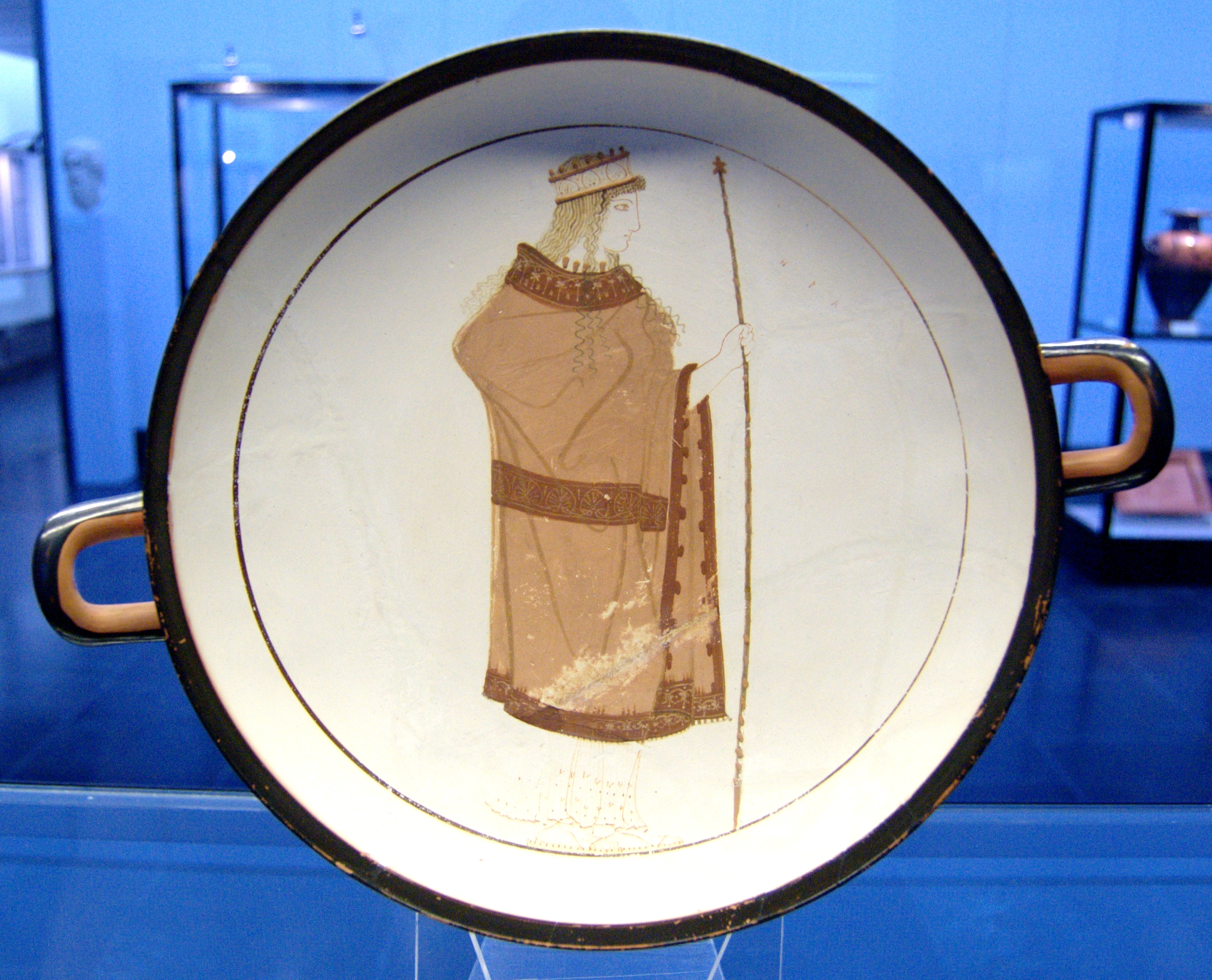
Hera auf der weißgrundigen Innenseite einer rotfigurigen Schale des Sabouroff-Malers in den Staatlichen Antikensammlungen München 2685.

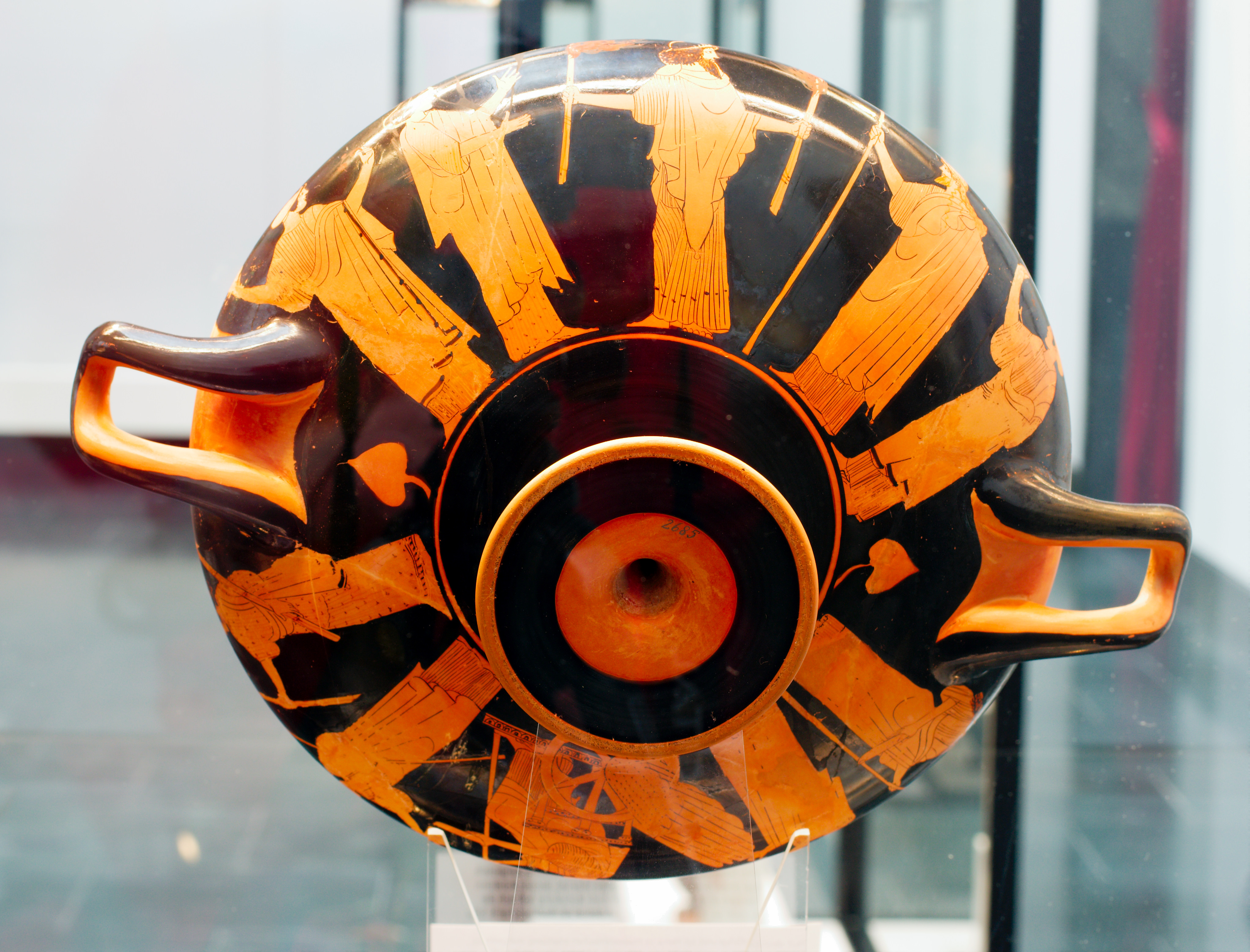
Rotfigurige Außenseite der Münchener Schale.

Sabouroff-Maler ist der Notname eines griechischen Vasenmalers des attisch-rotfigurigen Stils. Von dem etwa zwischen 470 und 430 v. Chr. aktiven, sehr produktiven Kunsthandwerker sind heute mehr als 330 Werke bekannt.
Der Sabouroff-Maler wurde von John D. Beazley nach dem russischen Sammler Pjotr Alexandrowitsch Saburow (1835–1918), dem ehemaligen Besitzer eines Lebes Gamikos des Malers, heute in der Antikensammlung Berlin, benannt. Die Karriere des Malers lässt sich in drei Phasen einteilen, in denen er mit mehreren Töpfern zusammenarbeitete. In seiner ersten Phase, seiner Frühzeit (470 bis 460 v. Chr.) und der Übergangsphase (460 bis 455 v. Chr.), war er zunächst ein Schalenmaler und mit den Werkstätten des Brygos und des Brygos-Malers, des Python und des Duris sowie des Penthesilea-Malers verbunden. In seiner mittleren Phase (455 bis 440 v. Chr.) arbeitete er größtenteils in der Werkstatt, in der der Achilleus-Maler der Hauptmeister war. Hier waren Nolanische Amphoren und Lekythen wichtigste Bildträger. Gegen Ende der mittleren Phase, nachdem er die Werkstatt des Achilleus-Malers verlassen hatte, und in der Spätphase (440 bis 430 v. Chr.) verzierte er vor allem weißgrundige Lekythen und eine rotfigurige Schale mit weißgrundigem Innenbild. In der ersten und zweiten Phase verzierte er zudem immer wieder Vasen für das Hochzeitsfest. Zu seinen Schülern gehörten wohl der Trophy- und der Houston-Maler.
Als besserer Teil seines Werkes gelten die weißgrundigen Vasen des Sabouroff-Malers. Hier war er der erste Künstler, der konsequent die Umrisse nicht mehr mit Glanzton, sondern bei etwa drei Viertel seiner Werke mit Mattfarben ausführte. Während seine rotfigurigen Werke eher weniger originell sind (John Boardman: gefällige, wenn auch anspruchslose Jünglings- und Frauenfiguren auf Schalen), die größeren Arbeiten immerhin von nennenswerter Qualität sind, erweiterte er die Motivpalette der weißgrundigen Grab- und Jenseitsszenen etwa um Darstellungen des Charon, der Prothesis und des Besuchs am Grab.

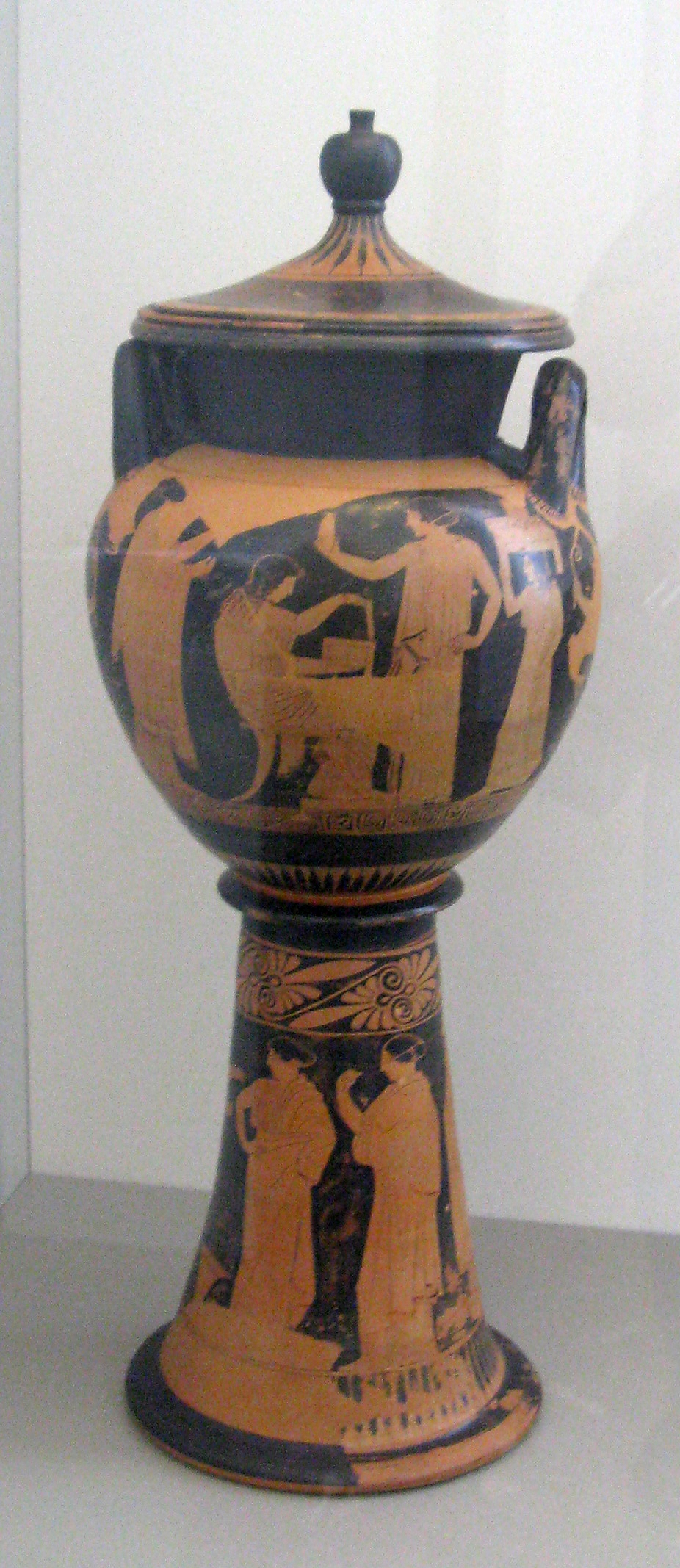
Rotfiguriger Lebes Gamikos mit einer Hochzeitsszene; Antikensammlung Berlin F 2404
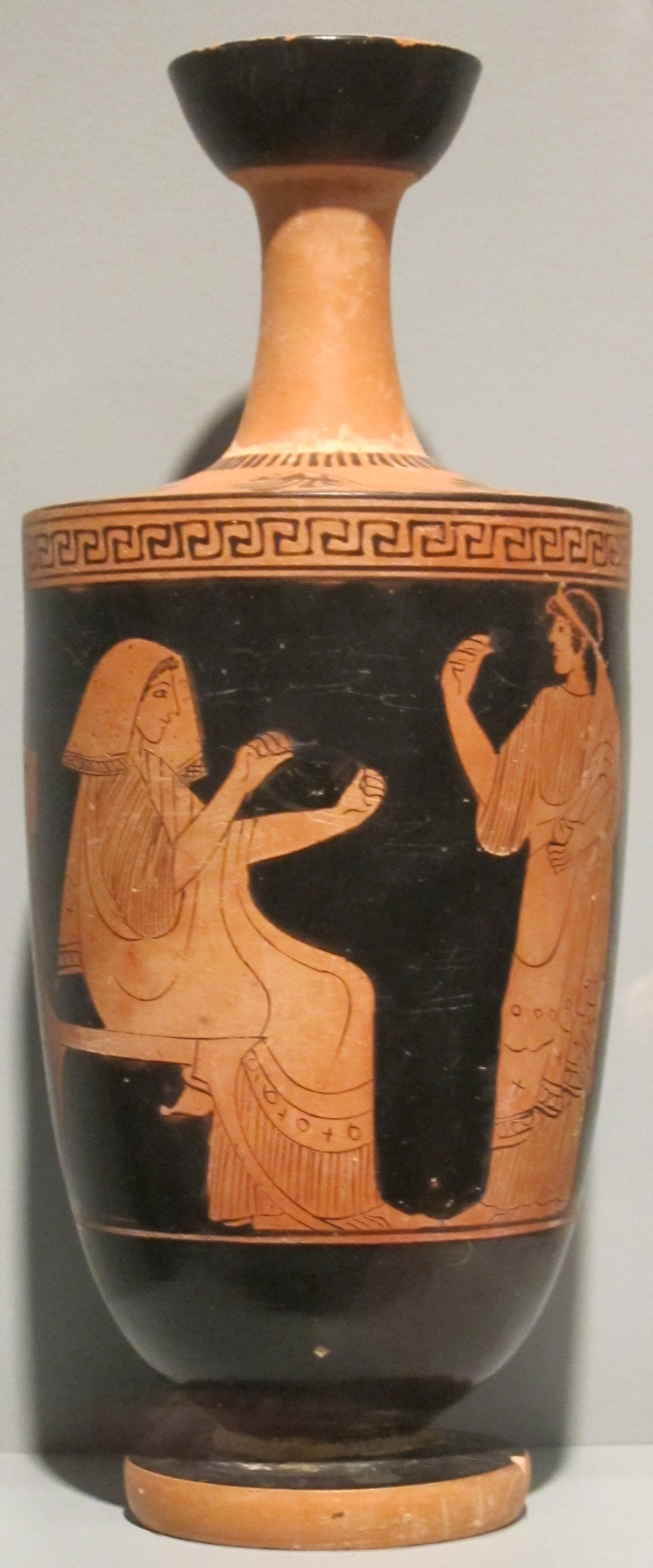
Rotfigurige Lekythos mit Frauen bei der Hausarbeit; Honolulu Academy of Arts
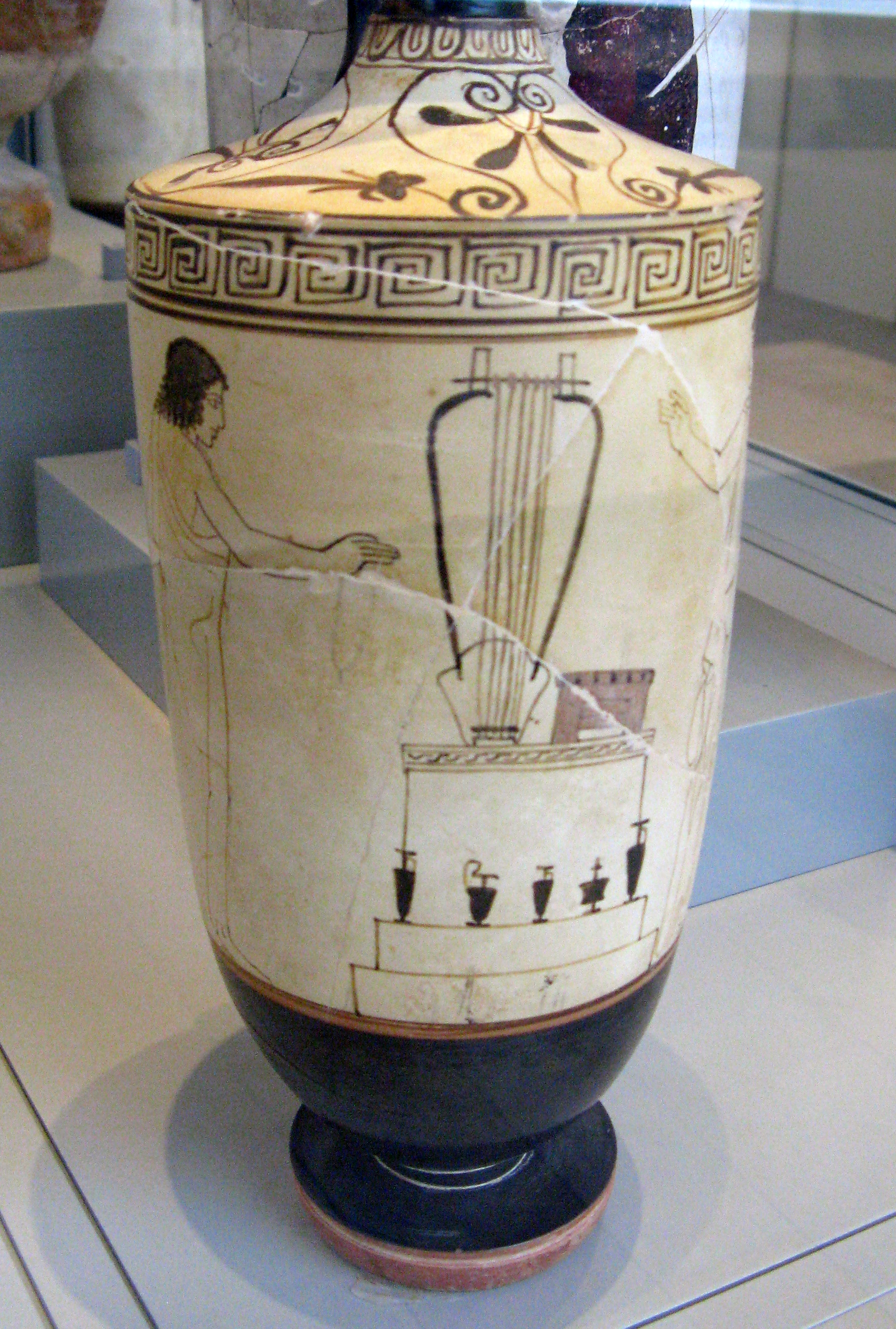
Weißgrundige Lekythos mit einer Opferszene am Grab; Antikensammlung Berlin
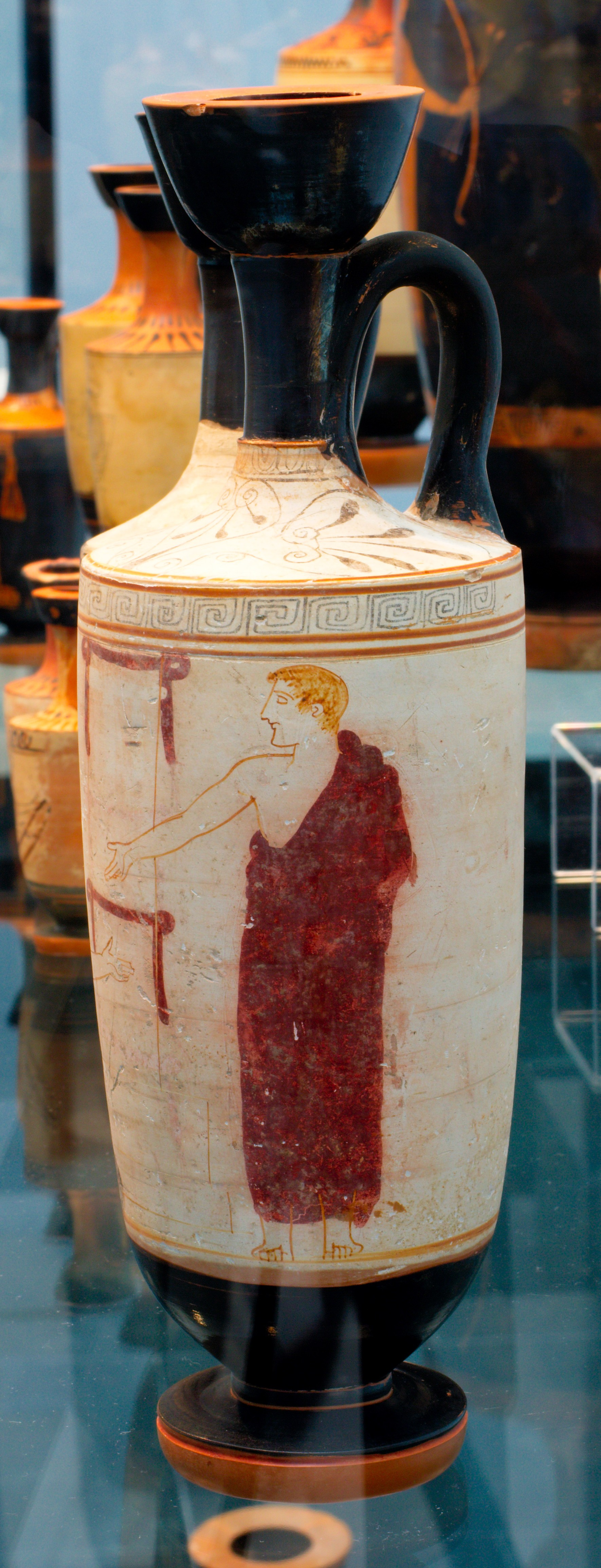
Weißgrundige Lekythos mit einer Opferszene am Grab; Staatliche Antikensammlungen München